# 크로탈 (미사일)

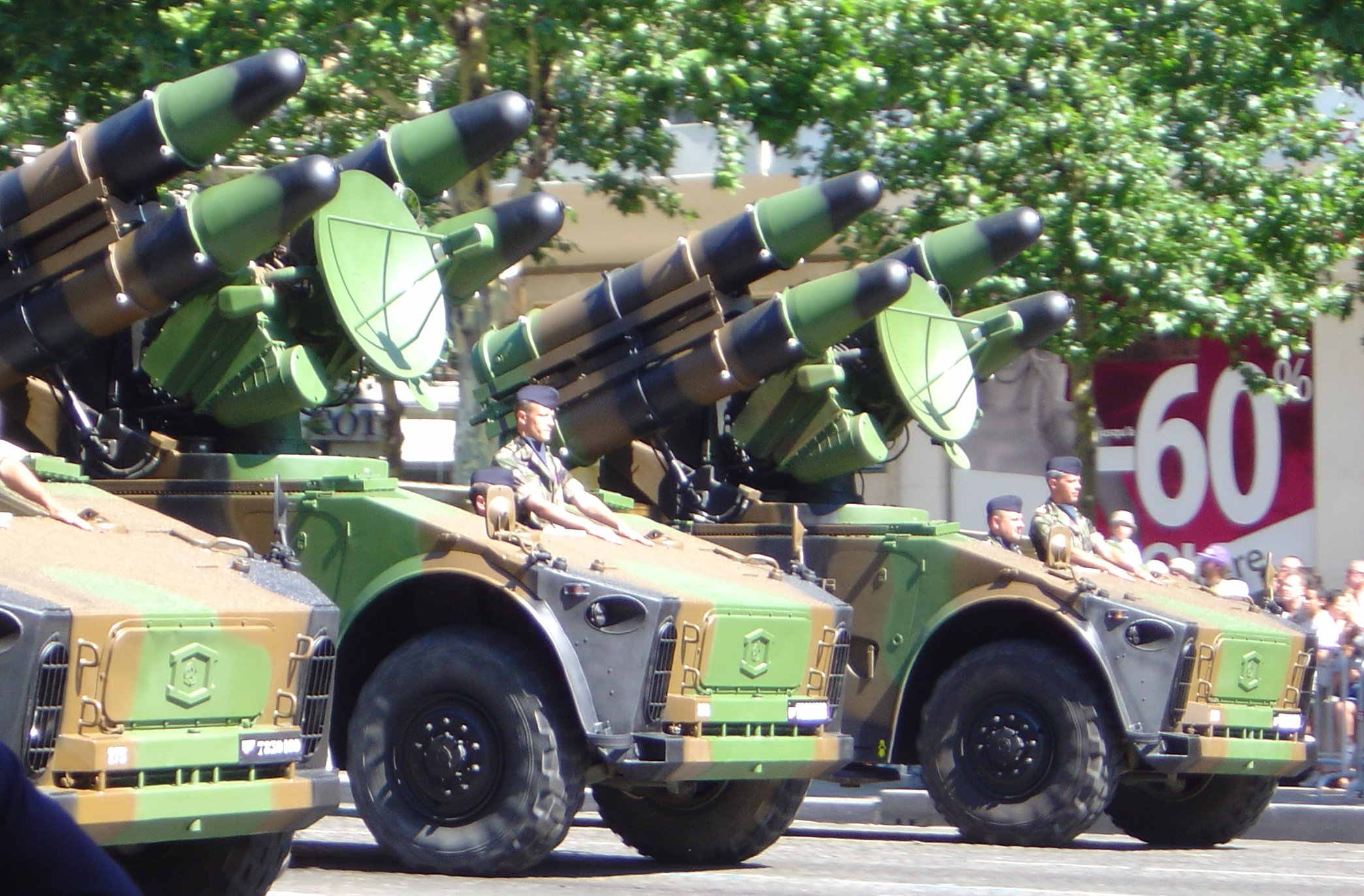
프랑스 공군의 크로탈 미사일

크로탈 미사일은 전천후 단거리 지대공 미사일로, 저공비행하는 대함 미사일과 비행기를 요격한다. 이 시스템은 프랑스의 Thomson CSF Matra에서 개발했으며, 이동식 지대공 버전과 함대공 버전 2가지가 있다.

## 역사
원형은 미국 록웰 인터내셔널, 프랑스 톰슨-휴스턴, 미스트랄사가 남아프리카공화국에 수출하기 위해서 공동개발한 R440 시스템이다. 남아공의 제식명칭은 Cactus(캑터스, 선인장)이다. 그러나, 이 시스템은 프랑스 육군에 인상을 주었고, 프랑스 공군과 프랑스 해군에서도 구매했다. 이후, 중국, 한국, 북한 등 여러나라에 수출되었다. 러시아에는 동일한 성능의 무기로 판치르-S1이 있다.
크로탈 시스템은 군함에도 장착될 수 있다. 프랑스 해군의 라파예트급 프리깃에는 크로탈 8 튜브 발사대가 헬리콥터 갑판 근처에 설치되어 있다.
전투기에 장착하는 사이드와인더 미사일을 탱크에 장착한 버전으로 보면, 큰 무리가 없다.
- AIM-9 사이드와인더, 단거리 공대공 미사일, 적외선 유도, 무게 85.3 kg
- 크로탈 미사일, 단거리 지대공 미사일, 반능동 레이다 유도, 무게 84 kg

프랑스 크로탈 보다 먼저, 프랑스 롤랜드가 개발되었다.
- 롤랜드 (미사일), 개발 1963년,  프랑스,  독일
- 크로탈, 개발 1967년,  프랑스,  미국

## Crotale NG
Crotale NG (New Generation)은 1990년에 생산되었다. 새로운 VT-1 미사일을 사용한다. 속도 마하 3.5, 기동성 35G, 사거리 15km, 탄두중량 13kg, 8m 근접신관, 고도 6 km. 이 시스템은 S 밴드 펄스 도플러 레이다(20km), Ku 밴드 TWT 추적 레이다(30km), 열상 카메라(19km), 광학 카메라(15km), 적외선 추적기를 탑재한다.
탐지 레이다에서 목표물을 최초로 탐지하고 미사일 발사까지 시간은 6초 정도이다. 1인이 조작한다.

## Multi-Shield 100
탈레스는 2007년 파리 에어쇼에서 새로운 Crotale NG 시스템을 공개했다. 이 시스템은 150 km의 탐지거리를 갖는 멀티빔 레이다인 Shikra와 Crotale Mk3 VT-1 미사일을 조합한 것이다. 탈레스는 VT-1 미사일의 사거리가 15 km로 늘어났다고 시연했다.

## 기술
크로탈 미사일 시스템은 2개의 구성요소로 되어 있다. 발사대 차량과 레이다 차량이다. 2발에서 8발의 발사대를 차량에 장착하며 추적 레이다는 발사대 사이에 장착한다. 두 번째 차량은 탐지 레이다를 운반한다. 탐지 레이다 차량은 여러 대의 발사대 차량과 데이터 링크 될 수 있다. 새로운 크로탈 NG 미사일 시스템은 2대의 차량을 한 대의 차량으로 통합했다.
미사일은 고체연료를 사용한다. 2초안에 마하 2.3의 속도에 도달하며 레이다 빔을 따라간다. 목표물에 근접하면 적외선 퓨즈가 작동해서 폭발한다. 8m 거리에 들어오면 목표물이 격추된다.

## 파생형

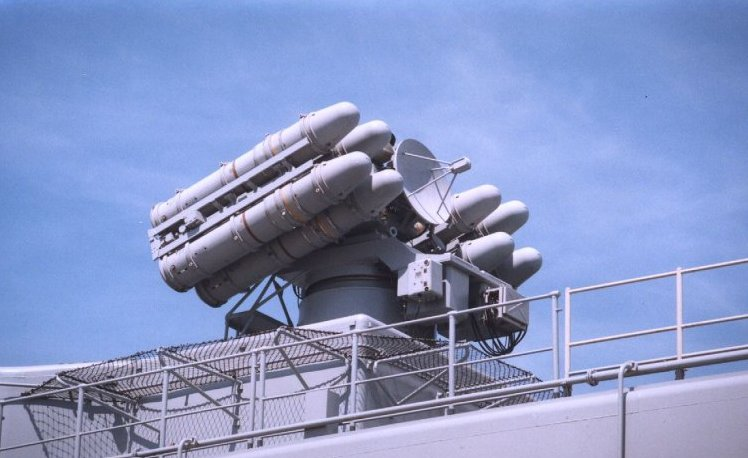
프랑스 프리깃함에 장착된 크로탈 R440 발사대

R440 Crotale원형이다. 330대 이상의 시스템과 수천발의 미사일이 생산되었다. 15개국 이상에 수출되었다.
HQ-7중국은 크로탈을 역공학하여 HQ-7 지대공 미사일 시스템을 개발했다. 개량형인 HQ-7A/FM-90이 존재한다.
R460 SICA (Shahine)톰슨-CSF (지금은 탈레스 그룹이 되었다)는 사우디아라비아를 위해 고유한 크로탈 시스템을 개발했다. "Shahine"이라고 부른다. 1980년에 실전배치되었다. 샤힌은 1991년 2월 쿠웨이트에 진입한 첫 차량부대에 있었다. 뉴스위크지에 사진이 실렸다.
Crotale NG (VT-1)개량형, New Generation. 핀란드가 첫 주문자이다. 시스템 가격은 차량을 제외하고, 대략 8백만 유로이다. 그리스는 1998년 10억 프랑을 주고 11대의 시스템을 구매했다.
Crotale Mk.32008년 1월, 프랑스는 Biscarrosse에 위치한 CELM 미사일발사시험센터에서 새로운 Crotale Mk.3 시스템의 시험발사를 했다. 이 시스템의 VT-1 미사일은 2008년 1월 15일, 8 km 거리의 고도 970 m에 위치한 목표물을 11초만에 성공적으로 요격했다. 15 km 거리의 고도 500 m의 목표물도 35초만에 성공적으로 요격했다. 보관됨 2008-03-29 - 웨이백 머신
북한판 크로탈 미사일북한은 크로탈 미사일을 복제, 개량한 것을 보유하고 있으며, 이란에도 수출하였다.
천마 미사일한국은 프랑스의 기술지원하에 유도시스템은 크로탈 NG를 개량하고 미사일은 새로 자체개발하여 K200 장갑차를 개조한 차체에 올린 천마 미사일을 운용중이다.

## 사용국가
바레인
 이집트
 핀란드핀란드 육군, Sisu XA-181 차량에 Crotale NG 장착. 제식명칭은 ItO 90. 21대
 프랑스Crotale, Crotale NG, 12대
 그리스Crotale NG, 그리스 공군 (9대) 그리스 해군 (2대).
 오만Crotale NG
 모로코
 파키스탄
 사우디아라비아Crotale NG
 남아프리카 공화국
 아랍에미리트
 대한민국천마 미사일
 중국HQ-7
 조선민주주의인민공화국
 이란
과거 사용국가:
 포르투갈

## 같이 보기
- 천마 미사일
- HQ-7
- 라파예트급 프리깃함 - 크로탈 미사일 장착 프랑스의 호위함
- 054형 호위함 - 크로탈 미사일을 장착한 중국의 호위함